# Gallenkirch
Gallenkirch fue hasta el 31 de diciembre de 2012 una comuna suiza del cantón de Argovia, situada en el distrito de Brugg.

## Historia
El 2 de diciembre de 2011 la Asamblea Comunal aprobó la fusión con las comunas vecinas de Linn, Oberbözberg y Unterbözberg. El 11 de marzo la población se pronunció mediante una votación en la que aprobaron la fusión por 75 a favor y 7 votos en contra. La nueva entidad creada tomó el nombre de Bözberg.

## Geografía
La localidad está situada en la meseta suiza, en la región comprendida entre los valles del Aare y Frick. La antigua comuna limitaba al noreste con la comuna de Unterbözberg, al sur con Linn, y al noroeste con Effingen.